# Lana Pačkovski
Lana Pačkovski (ur. 4 sierpnia 1994 w Zagrzebiu) – chorwacka koszykarka występująca na pozycji rozgrywającej.

## Osiągnięcia
Stan na 7 kwietnia 2018, na podstawie, o ile nie zaznaczono inaczej.
Drużynowe
- Mistrzyni Chorwacji (2014)
- Uczestniczka rozgrywek:
  - Euroligi (2012/13)
  - Ligi Adriatyckiej (2015/16)

Indywidualne
(* – nagrody przyznane przez portal eurobasket.com)
- Zaliczona do*:
  - I składu ligi chorwackiej (2016)[4]
  - II składu ligi chorwackiej (2014)[5]
- Liderka ligi chorwackiej w asystach (2014)[5]

Reprezentacja
- Wicemistrzyni Europy U–16:
  - 2010
  - dywizji B (2009)
- Uczestniczka:
  - kwalifikacji do mistrzostw Europy (2015, 2017)
  - mistrzostw Europy U–18 (2012 – 7. miejsce)